# 剛果 (密蘇里州)
剛果（英語：Congo）是位於美國密蘇里州香農縣的非建制地區。

## 歷史
剛果的郵局於1895年設立，其後於1931年停運。

## 地理
剛果所處的海拔為高於海平面321米（即1063英呎），而該地所採用的時區為UTC-6，即北美中部時區（CST）。同時該地設有夏令時間，為UTC-6調快一小時，即UTC-5（CDT）。